# Unguizetes inermis
Unguizetes inermis är en kvalsterart som beskrevs av Sandór Mahunka 1991. Unguizetes inermis ingår i släktet Unguizetes och familjen Mochlozetidae. Inga underarter finns listade i Catalogue of Life.